# Водний парк імені Марії Ленк
Водний парк імені Марії Ленк (порт. Parque Aquático Maria Lenk), Водний центр імені Марії Ленк (порт. Centro Aquático Maria Lenk) — водний стадіон, розташований в Олімпійському парку Барра Ріо-де-Жанейро.
Центр збудований для проведення Панамериканських ігор 2007. У лютому 2007 ще будованому стадіону присвоєне ім'я Марії Ленк — першої жінки-латиноамериканки, що взяла участь в Олімпійських іграх.
Водний парк розроблений відповідно до вимог Міжнародної Федерації Плавання (ФІНА). Частково критий, він включає плавальний басейн олімпійських розмірів, опалення і вишку для стрибків. Споруда займає площу в 42 000 м², і вміщує близько 8 000 глядачів. Обладнання відповідає нормативам, встановленим для Панамериканських ігор 2007.
З 2008 року тут проходили тренування спортсмени, готуючись до Олімпійських ігор у Пекіні (2008), у Лондоні (2012) і в Ріо-де-Жанейро (2016).
Під час Літніх Олімпійських ігор 2016 тут пройшли змагання з водного поло, синхронного плавання і стрибків у воду.